# Nordiska Kompaniets verkstäder

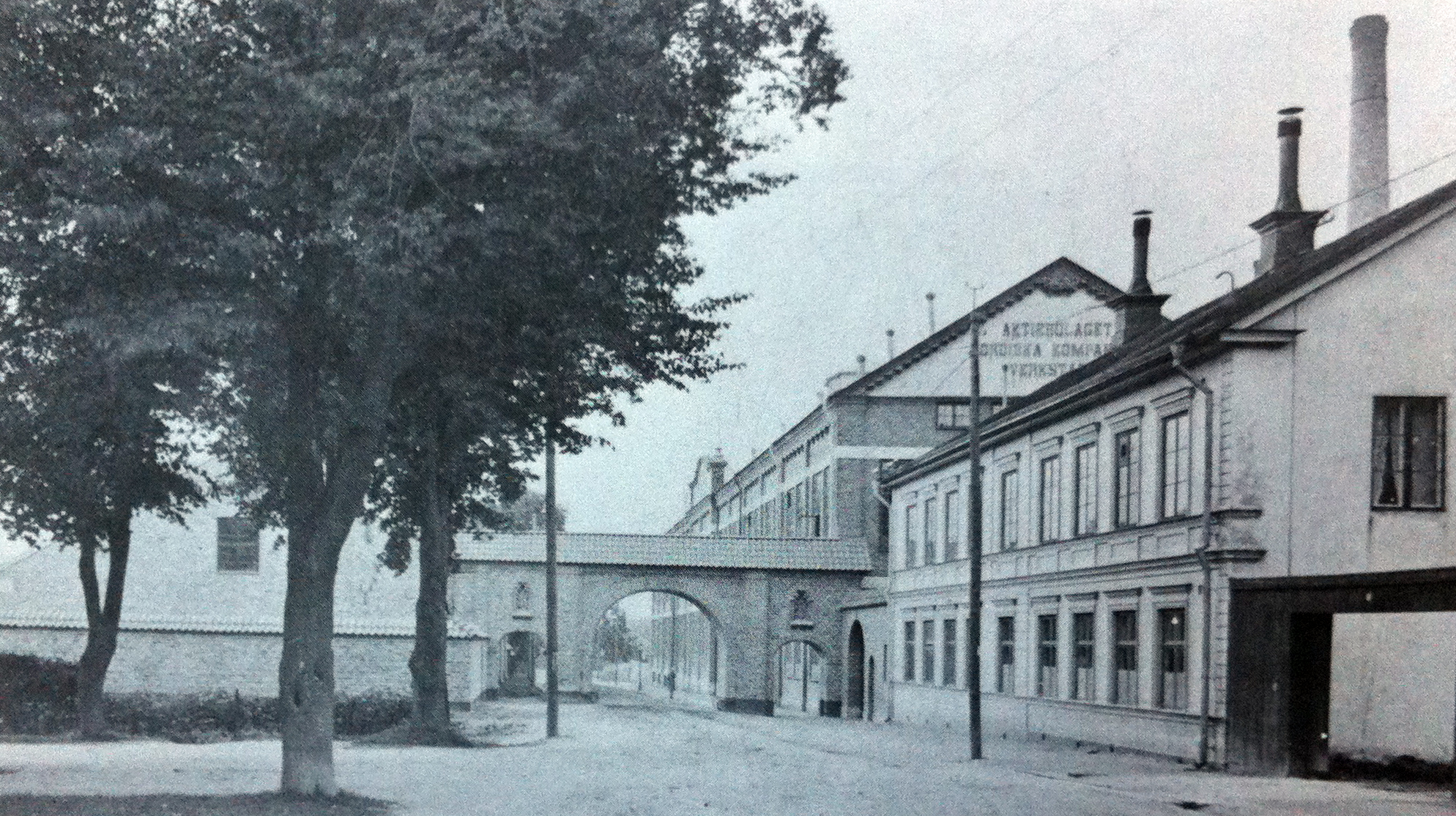
NK:s verkstäder i Nyköping 1937.

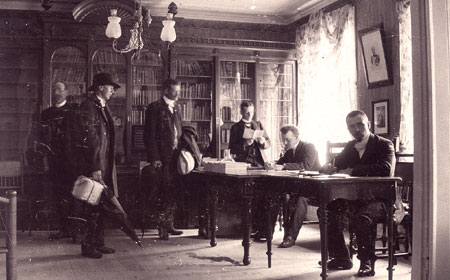
Rekrytering i NK-villan 1906.

Nordiska Kompaniets verkstäder var en svensk tillverkare av möbler och belysningsarmatur till varuhuset Nordiska Kompaniet (NK) mellan 1904 och 1973. Företaget hade sina fabriksfastigheter i Nyköping och var en gång stadens största industri.
NK:s verkstäder tillverkade bland annat inredningen till Handelshögskolan i Stockholms huvudbyggnad och Handelshögskolan i Stockholms bibliotek vilka uppfördes år 1925 på Sveavägen 65 i Stockholm.

## Historia
År 1903 fattade det då ettåriga Nordiska Kompaniet beslutet att börja saluföra egna möbler till sitt varuhus. Orsaken till beslutet var företagets uppfattning om att möblerna som tillverkades då inte passade in i den stil som NK stod för. Därför beslöt NK:s ledning att starta egen möbeltillverkning.

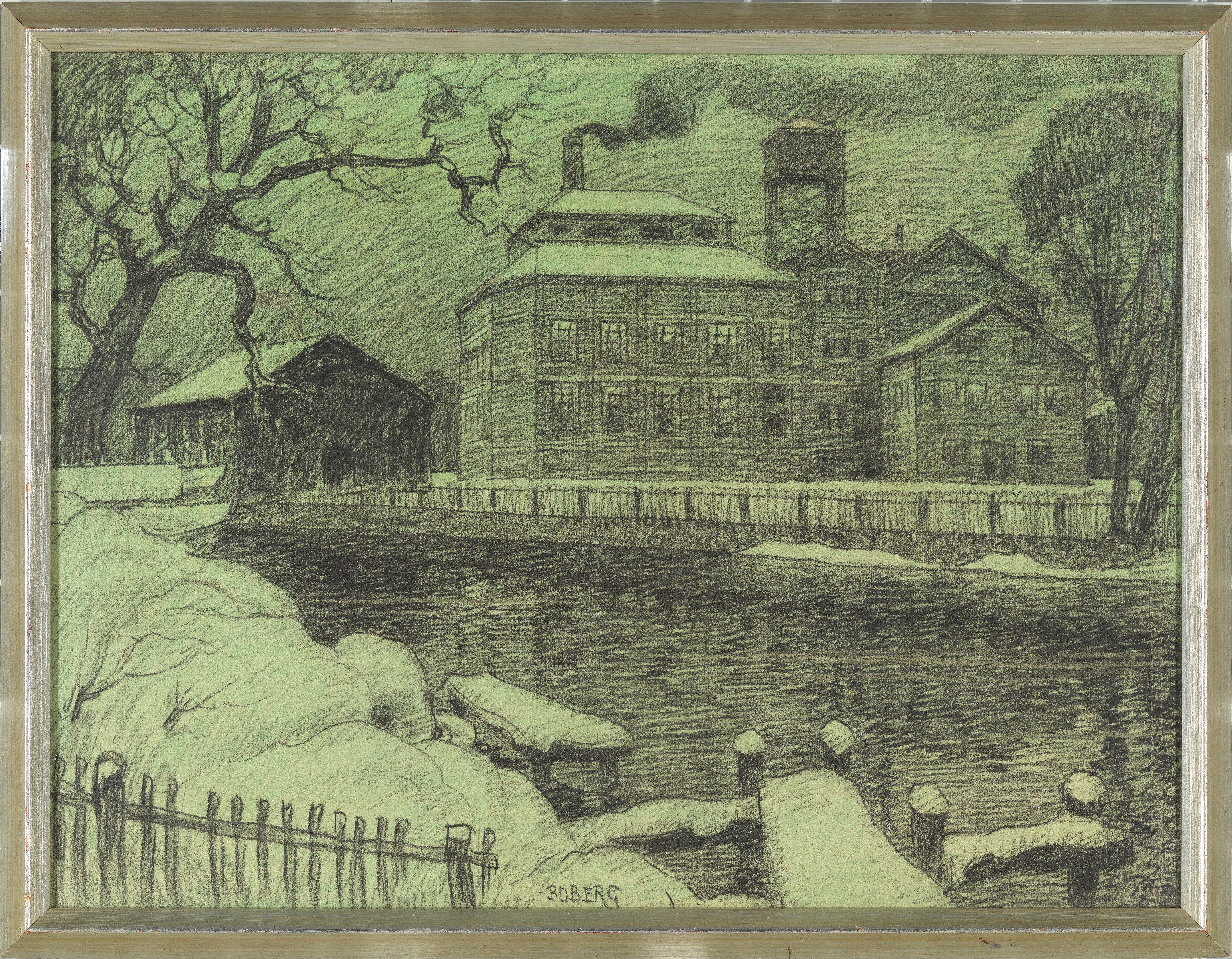
Kolteckning av Nordiska Kompaniets verkstäder, av Ferdinand Boberg.

För att sätta planerna i verket behövde Nordiska Kompaniet tillgång till hamn med lastbrygga, järnvägsspår och leverans av elkraft. Därför togs beslutet att flytta produktion av möbler och inredning till landsbygden. I konkurrens med andra platser föll valet på Nyköping som var också födelsestaden för ägaren Karl Lundberg.
År 1904 etablerade Nordiska kompaniet NK:s verkstäder i Nyköping för tillverkning av kvalitetsmöbler. Etableringen kom till efter en rekordsnabb handläggning av kommunens styre och kunde en månad efter förfrågan från NK skriva ett avtal om den nya fabriksbyggnaden. Under denna tid hade Nyköping inga stora industrier. NK:s verkstäder kom därför att betyda mycket för utvecklingen av samhället Nyköping.

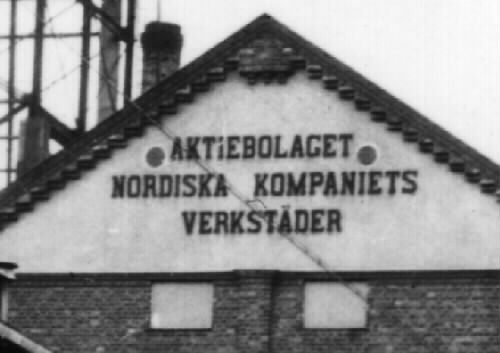
Aktiebolaget Nordiska kompaniets verkstäder, Sörmlands museum.

År 1905 hade företaget 261 anställda som arbetade i fabriken och 89 arbetade i metallverkstaden. Under den tiden fanns det 20 anställda kvinnor. På 1930-talet hade företaget redan 400 anställda. Bland yrkesgrupperna fanns möbelsnickare, stolmakare, metallarbetare, tapetserare, förgyllare, bildhuggare, bonare, polererskor, fernissiskor och ciselörer. NK erbjöd manga arbetstillfällen och var en populär arbetsgivare med högre löner än andra liknande företag i Nyköping. Dock förekom konflikter mellan arbetsgivare och arbetare, och flera strejker genomfördes under åren.  NK:s personal hade en stark gemenskap och kallades för "kompanister". Till fabriksområdet hörde även ett sågverk, brädgård och brandstation.
Möblerna ritades av några av tidens ledande arkitekter och formgivare som Carl Malmsten, Gunnar Asplund, Axel Einar Hjorth, Elias Svedberg, Lena Larsson och Bengt Ruda. Belysningsarmatur ritades av bland andra Erik Tidstrand och Bertil Brisborg som avlöste varandra som chefer för NK:s belysningsavdelning. Olle Elmgren arbetade med belysning för bland annat biografer och kyrkor. Som exempel på Brisborgs belysning kan nämnas en serie armaturer till NK:s möbelkoncept Triva från mitten av 1940-talet.
I verkstäderna tillverkades både specialbeställda och serietillverkade möbler. Möblerna tillverkades vid fabriken och transporterades inledningsvis med tåg och båt, men 1928 infördes en egen transportbil for att skydda varorna. Under 1920-talet producerade NK:s verkstäder inredning till många offentliga platser inklusive till Konserthuset i Stockholm och Svenska Tändsticksbolaget. Sedan 1930-talet var offentlig inredning en väsentlig del av verkstädernas produktion.
NK:s verkstäder startade år 1937 ett dotterbolag, AB Nyköpings Automobilfabrik (ANA). Bilarna fraktades i delar från Detroit till Nyköping och monterades ihop i en del av NK:s verkstäders lokaler.
År 1973 upphörde tillverkningen vid NK:s verkstäder. Under 1980-talet revs fabriken som under en tid använts av biltillverkaren Saab och ersattes av bostäder. Numer finns bara NK-villan och kontorsbyggnaden kvar.
Våren 2023 öppnade Sörmlands museum en stor retrospektiv utställning om NK:s möbeltillverkning. Samtidigt gavs boken NK:s möbler ut.